# Динценхофер, Иоганн
Иоганн Динценхофер (нем. Johann Dientzenhofer; 25 мая 1663, Санкт-Маргаретен, Бавария — 20 июля 1726, Бамберг) — немецкий архитектор южногерманского барокко, представитель знаменитой семьи мастеров-строителей Динценхоферов. Автор многих известных построек барокко в Фульде и Бамберге.

## Биография
Иоганн родился на семейной ферме в Санкт-Маргаретене недалеко от Розенхайма, Бавария, в семье знаменитых немецких архитекторов Динценхоферов. Он был младшим из пяти сыновей Георга Динценхофера Первого (или Старшего, 1614—1673) и Барбары, урождённой Таннер, семьи из Верхней Баварии. Остальные четыре брата также были строителями: Георг Второй (1643—1689), Кристоф (1655—1722), Вольфганг (1648—1706), Леонард (1660—1707) (в иных источниках упоминаются восемь детей, вероятно, имеются в виду ещё три дочери).
Сын Иоганна Юстус Генрих Динценхофер (1702—1744) и его племянник Килиан Игнац Динценхофер (1689—1751) также стали архитекторами.
Иоганн и его братья и сестры учились в школе во Флинтсбахе. Затем Иоганн последовал за старшими братьями в Прагу, где было много возможностей в строительных профессиях. В 1658 году его сестра Анна вышла замуж за Вольфганга Лейтнера, предположительно родственника пражского архитектора и строителя Авраама Лейтнера. Позже братья пришли работать в строительную компанию Лейтнера, где Иоганн научился ремеслу строителя. Он женился в Праге в 1685 году.
В 1692 году его брат Леонард переехал в Бамберг, где в 1695 году стал придворным архитектором Шёнборнов и пригласил Иоганна переехать к нему. Иоганн нашёл работу наблюдателя за строительством на Михаэльсберге. В 1699 году он сдал экзамен на мастера-каменщика. Осенью того же года курфюрст Бамберга Лотар Франц фон Шёнборн отправил Иоганна Динценхофера в Рим для совершенствования навыков в архитектуре. По возвращении в сентябре 1700 года по рекомендации Лотара Франца фон Шёнборна Иоганн Динценхофер был назначен принцем-аббатом Адальбертом I фон Шлейфрасом (1650—1714) придворным архитектором в Фульде, столице курфюршества Гессен.
Первой значительной постройкой Иоганна была церковь аббатства в Фульде (1704—1712) в стиле итальянского барокко. В 1707 году он завершил проект церкви в аббатстве Банц, который начал его покойный брат Леонард. Лотар Франц фон Шёнборн, принц-епископ Бамберга и архиепископ Майнца предложил Иоганну должность придворного архитектора в Бамберге. Иоганн и его семья переехали из Фульды в Бамберг на постоянное жительство в 1708 году.
В 1711 году Иоганн Динценхофер трудился в Поммерсфельдене (Бавария), где проектировал замок Вайсенштайн для Лотара Франца фон Шёнборна. Он и Иоганн Лукас фон Хильдебрандт создали там же парадную лестницу. Замок Вайсенштайн представляет собой важный шаг в развитии немецкой дворцовой архитектуры позднего барокко, а также является самой значительной работой Иоганна Динценхофера.
С 1715 по 1718 год Иоганн руководил строительством больницы в Кронахе (Бавария) вместе с госпитальной церковью Святой Анны. Между 1720 и 1723 годами служил инспектором на строительстве резиденции в Вюрцбурге для принца-епископа Вюрцбургского Иоганна Филиппа Франца, племянника Лотара Франца фон Шенборна.

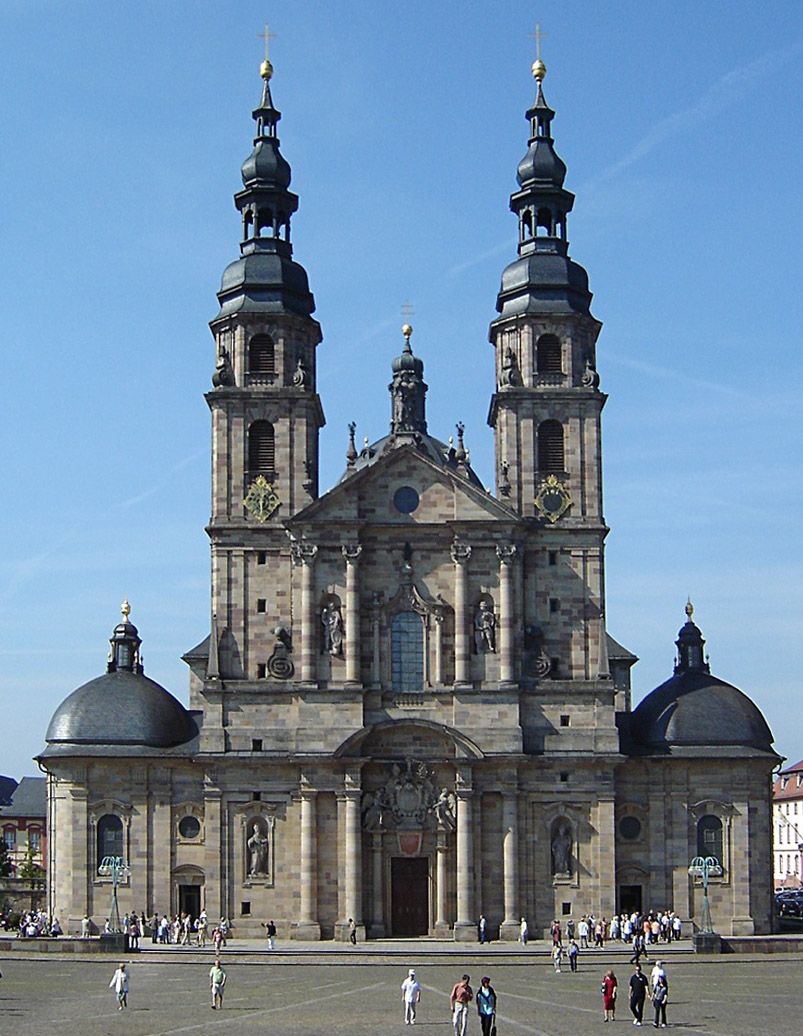
Собор аббатства. Фульда
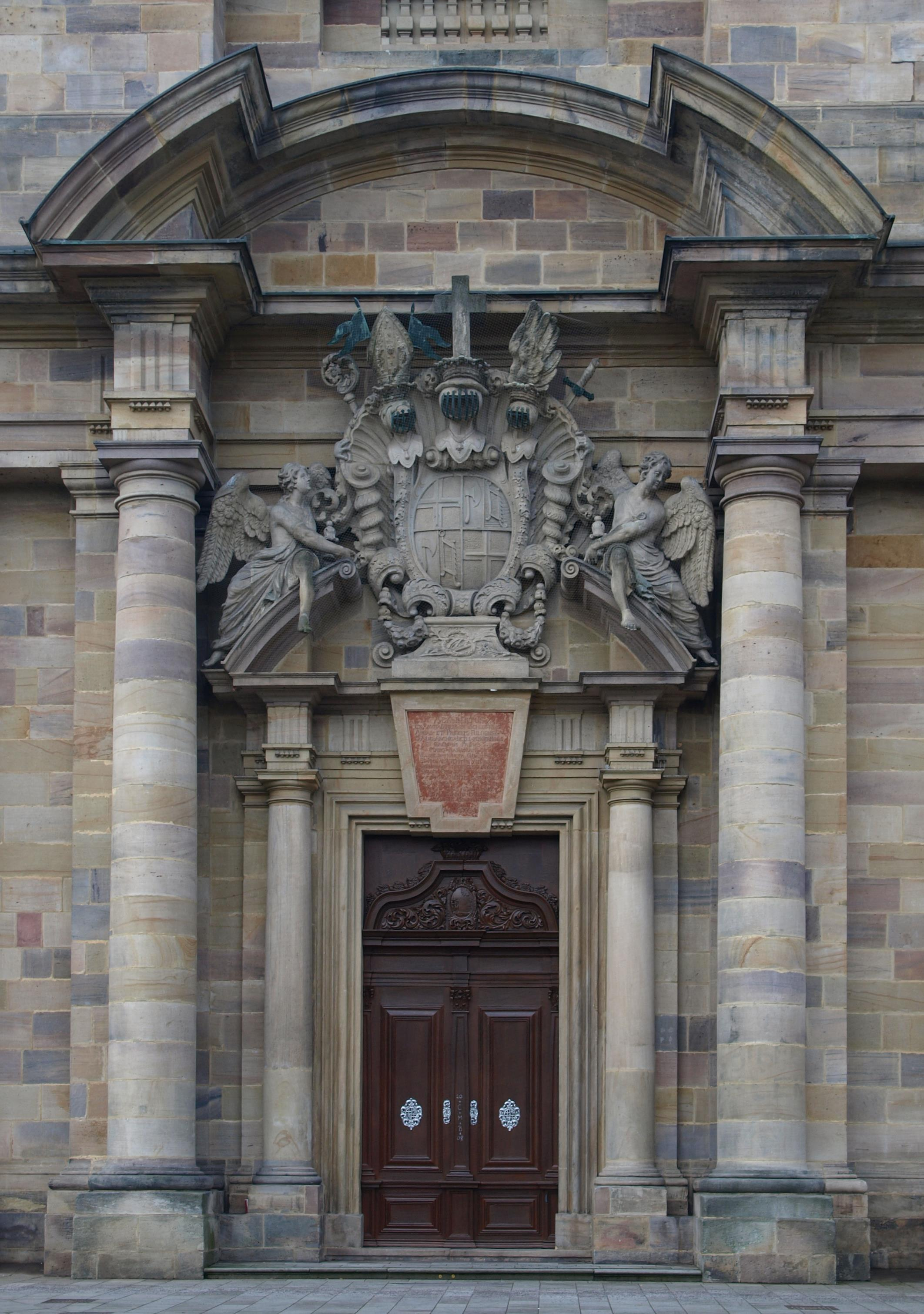
Портал главного фасада
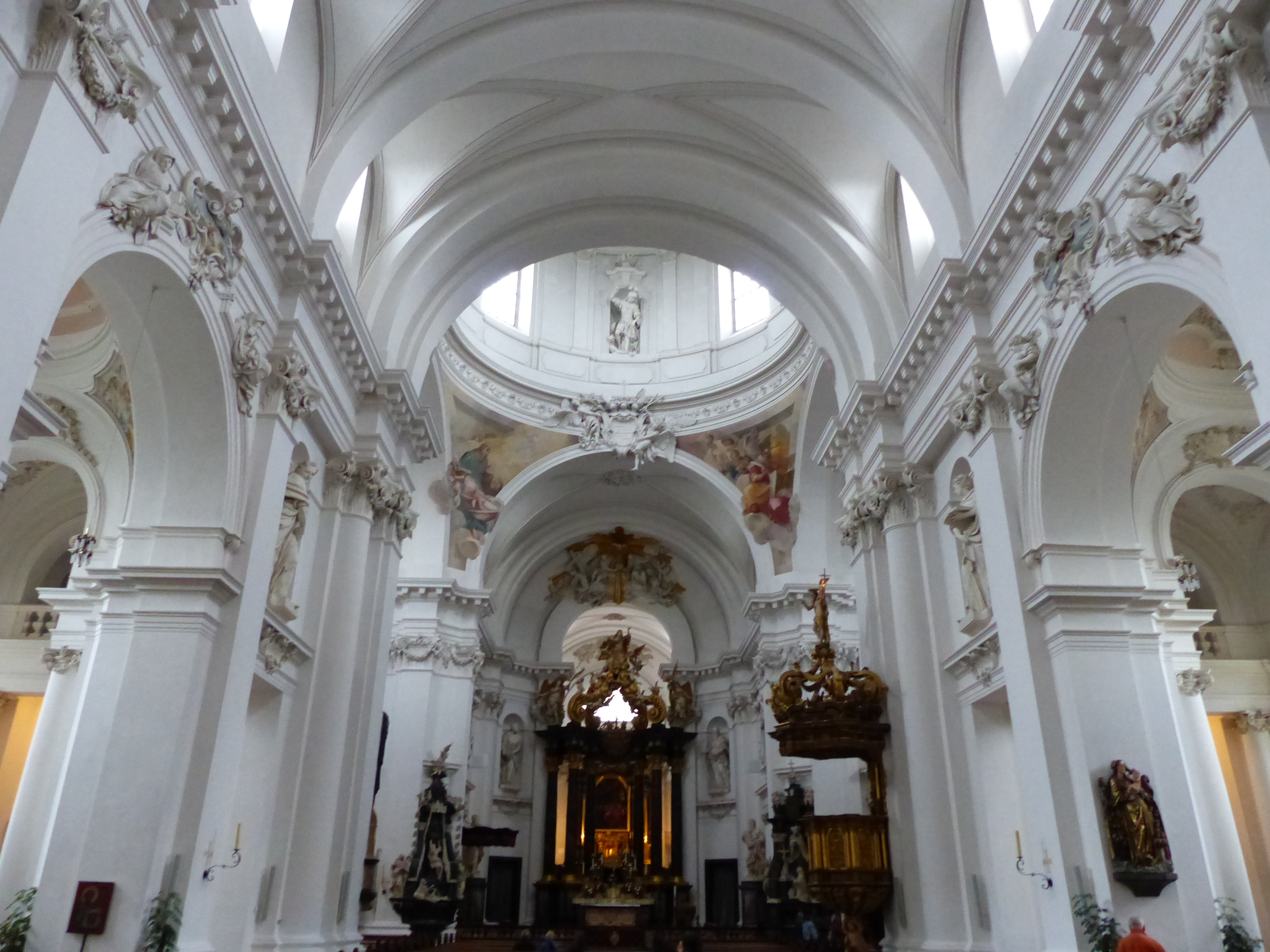
Интерьер главного нефа собора
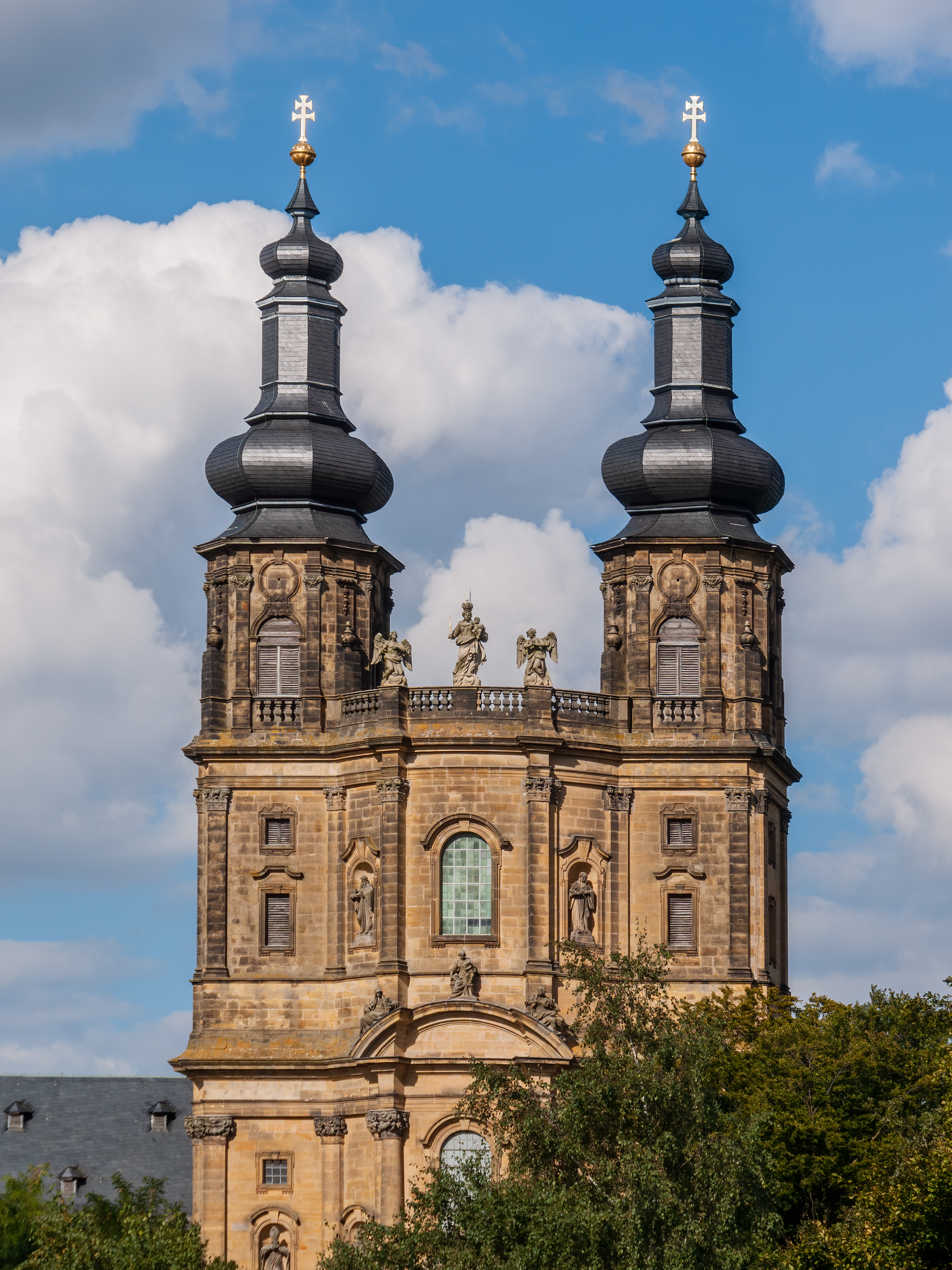
Монастырская церковь. Банц, Франкония
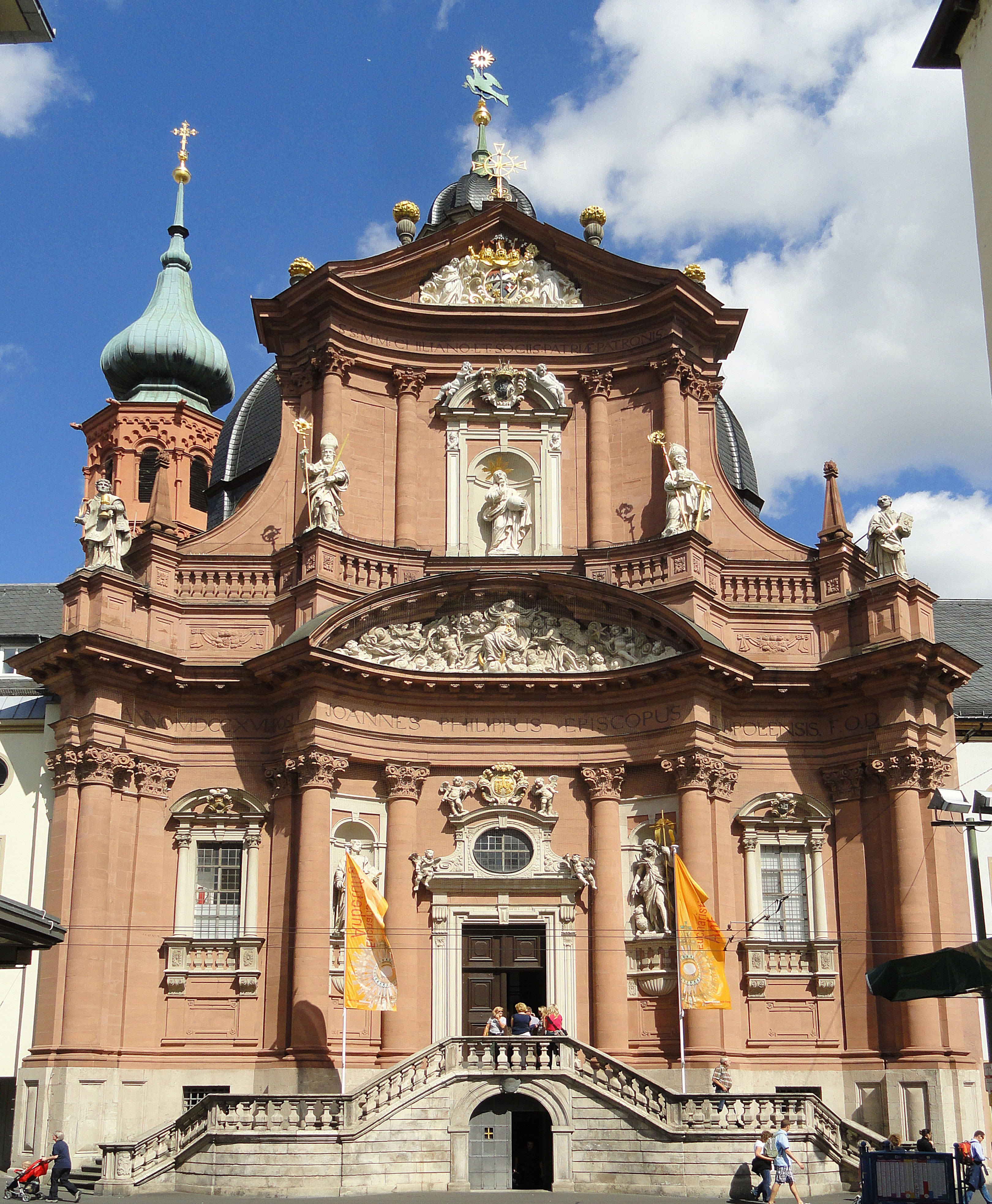
Церковь Иоанна Крестителя. Новый монастырь, Вюрцбург
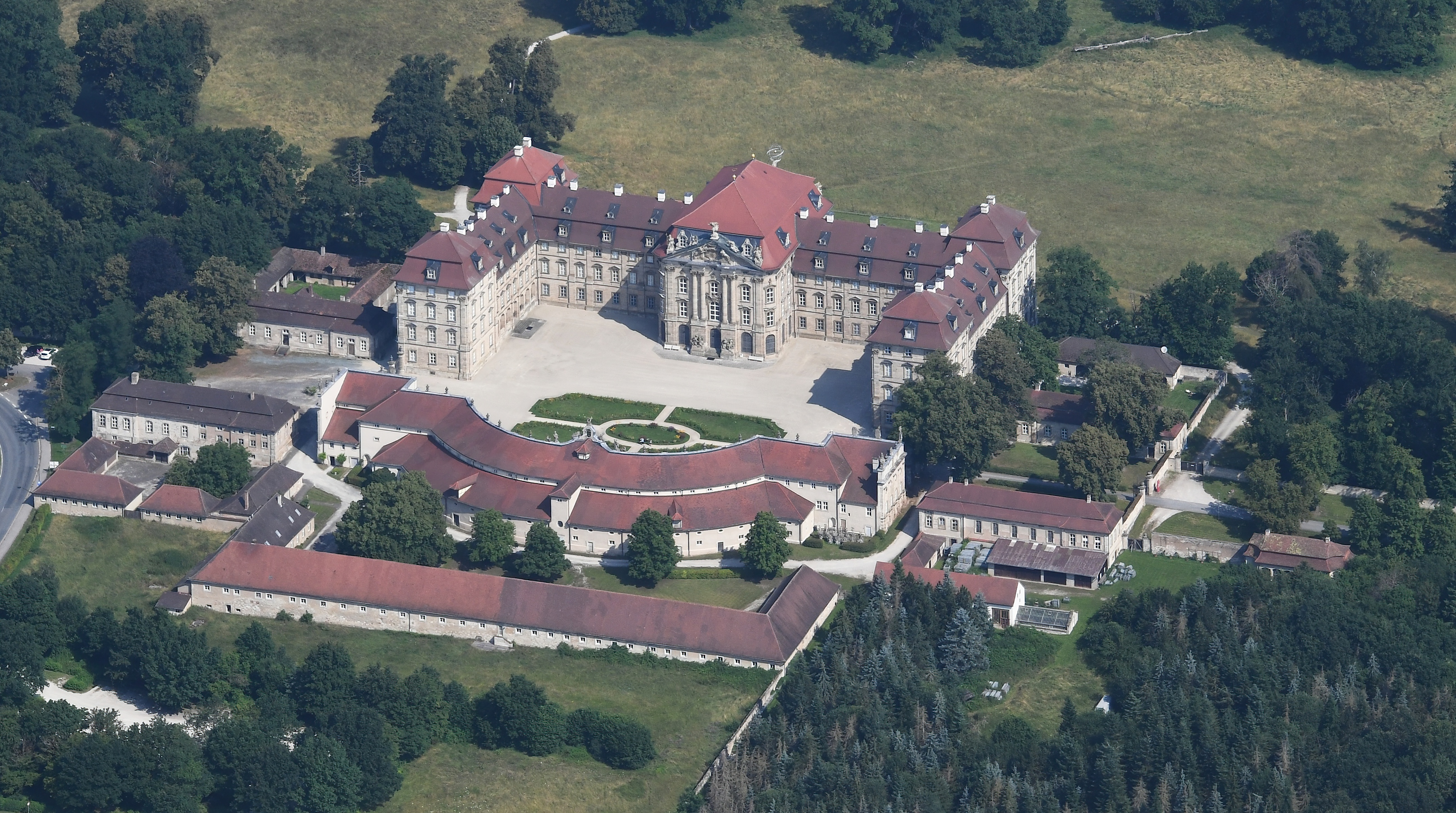
Замок Вайсенштайн. Поммерсфельден, Бамберг, Верхняя Франкония